# Geryonidae
De Geryonidae is een familie uit de superfamilie Portunoidea van de infraorde krabben (Brachyura).

## Systematiek

### Onderfamilies
- Bathyplacinae Števčić, 2005
- Benthochasconinae Spiridonov, Neretina & Schepetov, 2014
- Geryoninae Colosi, 1923

### Uitgestorven
- Archaeogeryon  †  Colosi, 1923
- Archaeoplax  †  Stimpson, 1863